# Градски музеј Љубљане
Градски музеј Љубљана (словен. Mestni muzej Ljubljana) је музеј основан 1935. године. Смештен је у палати Турјак у Госпоској улици 15 (Gosposka ulica 15) у центру Љубљане.
Музеј нуди разне педагошке активности за децу и ученике узраста од 5 до 18 година, а такође има и посебне путујуће музејске групе за болничке школе, школе за ученике са посебним потребама и ученике нижих разреда удаљених школа у околини Љубљане.

## Археолошка ископавања
На месту самог музеја обављено је неколико археолошких ископавања. Ископавања су вршена у периоду од 2000. до 2003. током реновирања Двора (у подруму и унутрашњем дворишту) под руководством кустоса Музеја града. Они су открили многе историјске артефакте и остатке из културе са урнама, касног халштатског периода, средњег и касног латенског периода, периода римског царства, касног средњег века и периода раног новог века. Занимљива су два гроба латенских ратника који су откривени у раноримском насипу током истраге 2002.